# 布萊爾·庫里
布萊爾·庫里（英語：Blair Currie；1994年2月19日—）是一位蘇格蘭足球運動員。在場上的位置是守門員。他現在效力於蘇格蘭足球超級聯賽球隊咸美頓學院足球俱樂部，之前效力於格拉斯哥流浪者足球俱樂部。他在7歲時就加入了流浪者足球俱樂部。

## 外部連結
- 足球数据库：布萊爾·庫里的球员统计数据